# Un extraño enemigo

Un extraño enemigo est une série télévisée mexicaine de fiction, dont le scénario, basé le mouvement étudiant de 1968, suit la vie et la trajectoire de Fernando Barrientos, un personnage inspiré de l'homme politique mexicain Fernando Gutiérrez Barrios. 
La première saison de ce thriller politique, comportant huit épisodes, est diffusée exclusivement en ligne sur Amazon Prime. 
La série examine les événements qui ont conduit au massacre d'étudiants de 1968 et à sa dissimulation, à travers les yeux du commandant Fernando Barrientos, chef d'une agence de renseignement secrète. 
Le personnage principal de la série est vaguement inspiré de la vie réelle de Fernando Gutiérrez Barrios, directeur de l'agence de renseignement DFS, et décrit les intrigues politiques qui ont déclenché la période de censure et de répression des étudiants à la fin des années 1960,,,. 
La première diffusion a commencé le 2 octobre 2018 pour commémorer les cinquante ans des événements décrits. Le 9 novembre 2018, il est annoncé que la série serait renouvelée pour une deuxième saison.

## Épisodes
- Operación Galeana
- Solución definitiva
- Silencio
- Estado de sitio
- Pistolas
- A la calle
- Estudiantes
- Comandante

## Distribution
- Daniel Giménez Cacho : Fernando Barrientos (8 épisodes)[9]
- Irene Azuela : Elena (6 épisodes)
- Karina Gidi : Esperanza Barrientos (7 épisodes)
- Antonio de la Vega : Luis Echeverría (8 épisodes)
- Hernan Del Riego : Gustavo Díaz Ordaz (8 épisodes)
- Kristyan Ferrer : Beto (7 épisodes)
- Andrés Delgado : David (6 épisodes)
- Fernando Becerril : Alfonso Corona del Rosal (8 épisodes)
- Alejandro Arean :   Niño (8 épisodes)
- Enrique Arrizon :   Enrique Barrientos (8 épisodes)
- Roberto Duarte :   Navarro (8 épisodes)
- Luis Anza :   Lalo (7 épisodes)
- Luis Curiel :   Óscar (7 épisodes)
- Javier Díaz Dueñas :   Emilio Martínez Manatou (7 épisodes)
- Arturo Echeverría :   Javier Barros Sierra (7 épisodes)
- Emilio Guerrero :   Marcelino García Barragán (7 épisodes)
- Camilo Beristain :   Javier (6 épisodes)
- Alex Cox :   Winston Scott (6 épisodes)
- Alejandro Cuétara :   Procurador García Rivera (6 épisodes)
- Galia García :   Daniela (5 épisodes)
- Juan Carlos Vives :   Jesús Reyes Heróles (5 épisodes)
- Costanza Andrade :   Gabriela (4 épisodes)
- Ana Clara Castañón :   Alicia (4 épisodes)
- Ximena Romo :   Laura (4 épisodes)
- Suzanne Aguilera :   Silvia (3 épisodes)
- Marco Antonio Argueta :   Anselmo (3 épisodes)
- Arturo Caslo :   Joaquín (3 épisodes)
- Blanca Guerra :   Carmen Martínez Manatou (3 épisodes)
- Rodrigo Magaña :   El araña (3 épisodes)
- Martha Claudia Moreno :   Señora Elegante (3 épisodes)
- Marcela Morett :   Secretaria Rector (3 épisodes)
- Ruth Ramos :   Isabel (3 épisodes)
- Arcelia Ramírez :   Adela (3 épisodes)
- Pedro de Tavira :   Armando Barrientos (3 épisodes)
- Gerardo Trejoluna :   Domingo Cerón (3 épisodes)
- Manuel Cruz Vivas :   Memelas (3 épisodes)
- Kerry Adra :   Traductora (2 épisodes)
- Rodrigo Alcántara :   Asistente Corona del Rosal (2 épisodes)
- Kin Bacab :   Chavo FNET 2 (2 épisodes)
- Leopoldo Bernal :   Agente DNS (2 épisodes)
- Rodrigo Corea :   Humberto (2 épisodes)
- Luis Cárdenas :   Julián Legorreta (2 épisodes)
- Jenny de la Fuente :   Rebecca (2 épisodes)
- Alejandro Guerrero :   El Tuna (2 épisodes)
- Héctor Holten :   Adrián (2 épisodes)
- Aida López :   Amalia (2 épisodes)
- Claudette Maillé :   Josefina Senderos (2 épisodes)
- Isaí Flores Navarrete :   Jovencito hotel (2 épisodes)
- Francisco Pita :   Rubén (2 épisodes)